# 习复
习复（？—），男，中国高分子化学家，中国化学会会士，曾任中国科学院化学研究所副所长、研究员、博士生导师，中国化学会理事长。